# The Vows (film 1911)
The Vows è un cortometraggio muto del 1911. Il nome del regista non viene riportato nei credit del film che, prodotto dalla Reliance Film Company, aveva come interpreti James Kirkwood, Marion Leonard, Gertrude Robinson.

## Trama
Walton, seguendo le sue inclinazioni religiose, dopo gli studi diventa novizio in un convento. Prima di prendere i voti, però, sente il desiderio di conoscere il mondo ed esprime questo desiderio al vecchio monaco che gli fa da guida. Il suo maestro acconsente e Walton trova lavoro come reporter. Un giorno intervista una famosa attrice, la signorina Carter. La donna lo affascina ma, quando sorprende in casa sua una festa sfrenata dove l'alcol scorre, la rimprovera amaramente. Lei, colpita, si rende conto di esserne innamorata. Walton corre ad annunciare il matrimonio al vecchio monaco che cerca allora di convincere l'attrice a lasciare il giovane. Dapprima lei rifiuta sdegnata, poi, rimasta sola, si rende conto che la vera strada di Walton è quella del sacerdozio e lo riporta al convento, accompagnata dalla benedizione dei monaci.

## Produzione
Il film venne prodotto dalla Reliance Film Company.

## Distribuzione
Distribuito dalla Motion Picture Distributors and Sales Company, il film - un cortometraggio di una bobina - uscì nelle sale cinematografiche degli Stati Uniti il 21 gennaio 1911.